# ليزر هيليوم-نيون

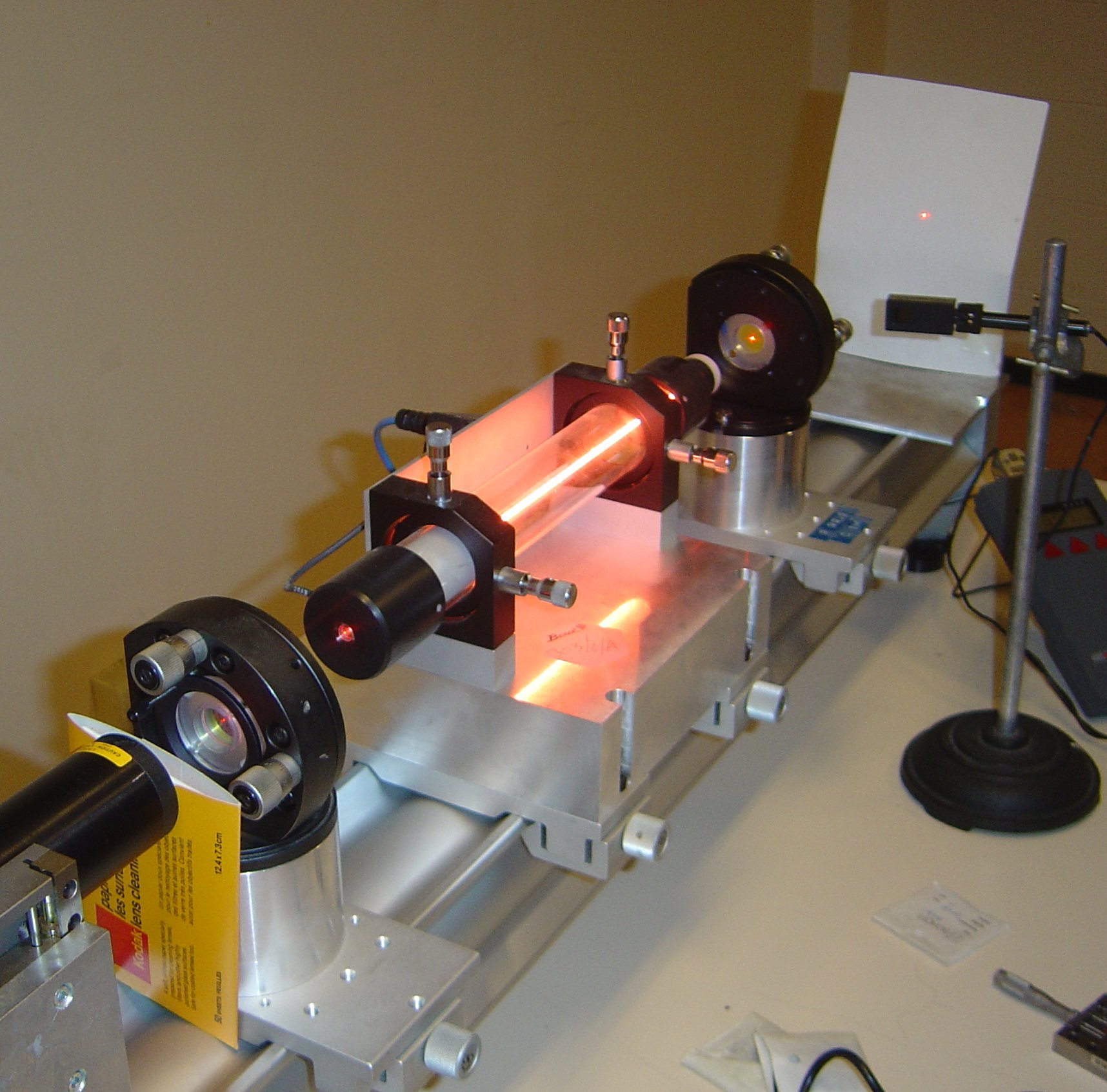

'ليزر هيليوم-نيون عبارة عن نوع من ليزر الغاز يستخدم أنبوبة من زجاج الكوارتز بها خليط من غازي الهيليوم والنيون بنسية 1:10 تحت ضغط مفرّغ. (حوالي 0.6 ميليمتر زئبقي).
مرآتان مستويتان متوازيتان ومتعامدتان على محور الانبوبة إحداهما عاكسة والأخرى شبة منفذة (مجاوبة) بالإضافة إلى مجال كهربى عالي التردد أو فرق جهد عالي مستمر يسلط على الغاز داخل الانبوبة لإحداث تفريغ كهربى وإثارة ذرات الغاز.

## طريقة العمل
1- يعمل فرق الجهد على إثارة ذرات الهيليوم المثارة إلى مستويات طاقة أعلى
2- عند تصادم ذرات الهيليوم المثارة مع ذرات النيون غير المثارة تحدث إثارة لذرات النيون نتيجه تقارب قيم طاقة مستويات اثارتهما ويتحقق وضع الإسكان المعكوس (إنقلاب الإشغال) لذرات النيون حيث تتراكم في مستوى الإثارة شبه المستقر (فترة العمر له كبيرة نسبيا حوالى 0.001 ثانية)
3- تهبط بعض ذرات النيون تلقائيا إلى مستوى ادنى وتنتج فوتونات طاقتها تساوى الفرق بين طاقتى المستويين تقوم بحث ما بقى من ذرات النيون في المستوى شبه المستقر لكى يحدث انبعاث مستحث
4- تحدث انعكاسات متكررة تبادلية للفوتونات التي تتحرك موازية لمحور الانبوبة على المرآتين في نهايتى الانبوبة (التجويف الرنينى او المجاوبة) فيحدث تضخيم لهذا الإشعاع
5- عندما تصل شدة الإشعاع إلى حد معين يخرج جزء منه من خلال المرآة شبة المنفذة على شكل شعاع ليزر ويبقى باقى الإشعاع داخل الانبوبة لتستمر عملية الانبعاث وإنتاج الليزر
6- ذرات النيون التي هبطت إلى مستوي الإثارة الأقل تفقد ما بقي بها من طاقة إثارة بطرق متعددة مثل التصادم أو الانبعاث التلقائي كإشعاع حراري وتهبط إلي المستوي الأرضي ثم تعود لتثار بالتصادم مع ذرات الهيليوم التي بدورها تثار بفعل التفريغ الكهربى داخل الانبوبة وهكذا..

## اقرأ أيضاً
- ليزر نبضي
- ليزر ياقوتي